# دیوید فرانزونی
دیوید فرانزونی (انگلیسی: David Franzoni؛ زادهٔ ۴ مارس ۱۹۴۷) فیلم‌نامه‌نویس، و تهیه‌کننده فیلم اهل ایالات متحده آمریکا است. وی از سال ۱۹۸۰ میلادی تاکنون مشغول فعالیت بوده‌است.
از فیلم‌ها یا مجموعه‌های تلویزیونی که وی در آن‌ها نقش داشته‌است، می‌توان به آرتور شاه، گلادیاتور و آمیستاد اشاره نمود.
وی بابت تهیه‌کنندگی و نویسندگی فیلم گلادیاتور نامزد دریافت جایزه اسکار بهترین فیلم‌نامه غیراقتباسی و برندهٔ جایزه اسکار بهترین فیلم شد. او همچنین برندهٔ جوایزی همچون جایزه انجمن تهیه‌کنندگان آمریکا برای بهترین فیلم، و جایزه بفتای بهترین فیلم شده‌است.